# Chowljeh
Chowljeh (persiska: چولجه) är en ort i Iran.   Den ligger i provinsen Kurdistan, i den nordvästra delen av landet, 300 km väster om huvudstaden Teheran. Chowljeh ligger 1 627 meter över havet och antalet invånare är 328.
Terrängen runt Chowljeh är kuperad söderut, men norrut är den platt.Runt Chowljeh är det ganska glesbefolkat, med 23 invånare per kvadratkilometer. Närmaste större samhälle är Gūgarchīnak, 17,7 km öster om Chowljeh. Trakten runt Chowljeh består i huvudsak av gräsmarker.